# ستيف كوتس
ستيف كوتس (بالإنجليزية: Steve Cutts)‏ هو رسام بريطاني متخصص بالكاريكاتور وبالرسوم المتحركة، عمل عدة سنوات رساماً في وكالة لندن للإبداع حيث عمل ضمن المشاريع الرقمية (ديجيتال) لمجموعة واسعة من العملاء بمن فيهم شركة كوكا كولا وغوغل وريبوك وشركة كيلوغ ونوكيا وسوني وباكاردي وتويوتا.
وفي سنة 2012 بات يعمل بشكل حر مع دور الإنتاج ووكالات ومؤسسات عدة، وتميزت لديه الكثير من الأعمال على القنوات التلفزيونية في أنحاء العالم، ولديه أفلام بطريقة الرسوم المتحركة تعبر كلها عن قضايا ومساوئ بعض الانظمة سواء المالية أو التجارية أو البيئية.
كان كوتس يعمل في مطاعم ماكدونالد ثم ترك العمل وتفرغ لدراسة الفنون الجميلة ومن ثم قام بتأسيس مؤسسته الخاصة.
قضى كوتس سنواته الأولى يرسم بقلم الرصاص والفحم ثم انتقل ليتخصص في الرسم بالألوان المائية، له أسلوب خاص في الرسم بالألوان المائية، ولديه كتابه المعنون «لغز الالوان المائية».
«اليوتيوب» مليء بأفلامه الفريدة التي يلاحظ دخول الملايين على كل فيلم منها للتمتع بالأفكار التي يطرحها وبأسلوبه المعاصر والشديد الاختصار والرمزية إلى حد الوضوح. ففي فيلمه الشهير المعنون (MAN) على سبيل المثال، يرينا خلال ثلاث دقائق ونصف كيف تغير العالم في كرتنا الأرضية منذ وُجِدَ الإنسان عليها وكيف عاث فيها خراباً وصولاً إلى اليوم الذي يأتي فيه غرباء من الفضاء فلا يجدون في الأرض سوى الرّكام والخراب.
تنتشر أفلام ستيف كوتس وصوره في عشرات المواقع الإلكترونية، بحيث بات اليوم من أكثر رسامي الكاريكاتير وأفلام الصور المتحركة شهرة، إذ يعتبر أكثرهم جرأة على نقد الرأسمالية الجشعة.

## روابط خارجية
- الموقع الرسمي
- ستيف كوتس على موقع IMDb (الإنجليزية)